# Всесвіт DC
Всесвіт DC (англ. DC Universe, DCU) — це вигаданий всесвіт, в якому відбувається більшість подій та сюжетів американських коміксів, опублікованих видавництвом DC Comics. Цей всесвіти містить різноманітних супергероїв (Супермен, Бетмен, Диво-жінка, Аквамен і Флеш), суперлиходіїв (Джокер, Лекс Лютор, Дарксайд тощо), а також команди Ліги Справедливості, Загону самогубців і Підлітків титанів.
Термін «Мультивсесвіт DC» охоплює всі альтернативні реальності в коміксах DC Comics. Основний всесвіт був відомий під різними назвами в різні часові періоди, та останнім часом основними стали назви «Прайм-земля» (англ. Prime Earth) або «Земля 0» (англ. Earth 0). Всесвіт DC та його альтернативні реальності неодноразово адаптовувалися в різних засобах масової інформації, включаючи кіносеріали, радіопостановки та сучасні фільми[джерело?].